# Gà Hybro
Gà Hybro (HV 85) phát âm tiếng Việt như là gà Hybrô là giống gà hướng thịt công nghiệp có nguồn gốc từ Hà Lan. Đây là bộ giống của Hà Lan và đã được nuôi phổ biến ở nhiều nước trên thế giới. Bộ giống được nhập vào Việt Nam từ Cu Ba năm 1985, với ba dòng thuần chủng, được nuôi tại xí nghiệp Tam Đảo. 

## Đặc điểm
Năm 1988, bộ giống này đã được giám định năng suất tại Italia và đã đạt được các chỉ tiêu như gà thịt 51 ngày tuổi có khối lượng trung bình là 2.304g, thức ăn tiêu tốn cho một kg thịt tăng là 2.140g. Khả năng tăng trọng bình quân mỗi ngày là 45,2g. Tỉ lệ nuôi sống đạt 94%.
Gà có màu lông trắng, ngực rộng, thân hình vạm vỡ, tăng trọng nhanh. Gà thịt sau 7 tháng đạt trọng lượng 2,0 – 2,3 kg. Tiêu tốn thức ăn 2,2 kg thức ăn cho 1 kg tăng trọng. Nuôi 49 - 50 ngày, con mái đạt trọng lượng 2 - 2,2 kg, con trống đạt 2,1 - 2,3 kg. Lượng thức ăn tiêu tốn cho mỗi kilogam tăng trọng là 2,2 kg.
Bộ giống Hybrô có bốn dòng thuần chủng được chia thành các dòng như sau:
- Dòng A: Màu lông thân trắng, ánh bạc, mào đơn màu đỏ tươi, tích tai màu đỏ, da,mỏ, chân màu vàng nhạt, chân to, đùi, lườn phát triển, dáng đi nặng nề chậm chạp. Tốc độ mọc lông nhanh. Khối lượng cơ thể lúc 7 tuần tuổi củagà trống là 1,8 - 1,9 kg, của gà mái 1,5 - 1,65 kg. Lúc trưởng thành con mái4,2 - 4,5 kg, con trống 5,0 - 5,5 kg. Tiêu tốn thức ăn cho 1 kg tăng trọng2,22 kg. Sản lượng trứng 150 quả/mái/năm. Vỏ trứng màu nâu nhạt. Tỷlệấp nở 77 - 80%.
- Dòng V1: Đặc điểm ngoại hình tương tự dòng A. Tốc độ mọc lông nhanh. Lúc 7tuần tuổi con trống nặng 1,8 -1,9 kg, con mái 1,35 - 1,5 kg. Lúc trưởng thànhcon mái cân nặng 4,0 - 4,2 kg, con trống 4,5 - 5,0 kg. Tiêu tốn thức ăn cho1 kg tăng trọng: 2,27 kg. Sức đẻ trứng 150 - 155 quả/mái/năm. Tỷ lệấp nở 78- 82%. Vỏ trứng màu nâu nhạt.
- Dòng V3: Màu lông trắng, thỉnh thoảng có con chân đen, đốm lông đen ở cánh vàđầu (tỷ lệ ít). Mào đơn màu đỏ tươi. Tốc độ mọc lông lúc 1 ngày tuổi chậm.Lúc 7 tuần tuổi con mái đạt 1,3 - 1,4 kg, con trống đạt 1,6 - 1,7 kg. Lúc trưởngthành con mái đạt 3,7 - 3,8 kg, con trống đạt 4,0 - 4,5 kg.Tiêu tốn thức ăncho 1 kg tăng trọng 2,35 kg. Sản lượng trứng đạt 170 quả/mái/năm. Tỷ lệ ấpnở đạt 80 -82%. Vỏ trứng màu nâu nhạt.
- Dòng V5: Màu lông toàn thân trắng, mào đơn màu đỏ. Da, mỏ, chân màu vàng. Đùilườn phát triển kém V3. Tốc độ mọc lông nhanh. Lúc 7 tuần tuổi, con máicân nặng 1,3 - 1,35 kg, con trống 1,5 - 1,6 kg. Lúc trưởng thành con mái đạt3,6 - 3,8 kg, con trống 3,8 - 4,2 kg. Sản lượng trứng 180 quả/mái/năm. Tỷ lệ ấp nở 80 -85%. Vỏ trứng màu nâu nhạt.

## Lai tạo
Trong bộ giống này, người ta dùng dòng A, V1, làm dòng trống, dòng V3, V5 được dùng làm dòng mái để lai tạo gà nuôi thịt (broiler). Sơ đồ các công thức lai giữa các dòng như sau: 
- Có thể dùng dòng V5 làm dòng trống và V3 làm dòng mái để lai tạo ra mái lai V53. Sau đó dùng con trống lai AV1 lai với mái V53 để tạo gà thịt công nghiệp broiler.
- Ngoài công thức lai 4 dòng, có thể dùng công thức lai giữa 3 dòng. Dùng dòng A hoặc V1 làm dòng trống lai với mái lai V35 hoặc V53để tạo gà broiler.
- Trong các năm 1989 - 1994 một số xí nghiệp và cơ sở chăn nuôi gia đình ở Việt Nam đã dùng tổ hợp V35 và V53 làm mái nền cho việc lai tạo với các gàtrống bố mẹ của các giống gà cao sản như AA (Arbor Acress), Avian, BE88,Isa Vedette.

## Tại Việt Nam
Là gà chuyên dụng thịt cao sản của Hà Lan, nhập vào Việt Nam từ năm 1985 do CuBa giúp đỡ gồm 3 dòng S1, S3, S5. Sau đó được đổi thành V1, V3,V5. Và từ năm 1990 nhập thêm dòng A. Các dòng A, Vl được gọi là dòng trống, có nguồn gốc từ gà Cornish trắng. Các dòng V3, V5 được gọi là dòng mái, có nguồn gốc là giống gà Plymouth Rock trắng.
Việt Nam chỉ nhập nội ba dòng là P 1, B7 và B1. Sau một thời gian nuôi thích nghi và chọn lọc, bộ giống được mang tên mới là gà Hybro – HV – 85. Các dòng P1 được gọi là V1, B7 gọi là V3và B7 gọi là V5. Con lai thương phẩm thịt của ba dòng trên gọi là V 135. Công thức lai ở Việt Nam là Gà thương phẩm thịt V 135 đã cho năng suất thịt cao hơn hẳn gà thương phẩm thịt 791 của giống Plymut. Gà nuôi đến 56 ngày tuổi thường đạt 2,0 kg. Thức ăn tiêu tốn cho 1 kg thịt hơi khoảng 2,2 kg. Tỉ lệ nuôi sống đạt 96%.